# Leslie Dilley
Leslie Dilley est un chef décorateur et un directeur artistique britannique né le 11 janvier 1941 et mort le 20 mai 2025. 
Il est principalement connu pour son travail sur les films Star Wars, épisode IV : Un nouvel espoir (1977), Alien (1979) et Les Aventuriers de l'arche perdue (1980).

## Biographie
Lee « Leslie » Dilley meurt des suites de complication liée à la Maladie d'Alzheimer le 20 mai 2025. 

## Filmographie sélective
- 2006 : Little Man de Keenen Ivory Wayans
- 2005 : Le Fils du Mask de Lawrence Guterman
- 2003 : La Gorge du diable de Mike Figgis
- 2001 : Le Chevalier Black de Gil Junger
- 2000 : Les Chemins de la dignité de George Tillman Jr.
- 2000 : Un monde meilleur de Mimi Leder
- 1999 : Inspecteur Gadget de David Kellogg
- 1998 : Deep Impact de Mimi Leder
- 1997 : Le Pacificateur de Mimi Leder
- 1996 : Diabolique de Jeremiah S. Chechik
- 1995 : Le Patchwork de la vie de Jocelyn Moorhouse
- 1995 : Casper de Brad Silberling
- 1994 : Mon ami Dodger de Franco Amurri
- 1992 : Monsieur le député de Jonathan Lynn
- 1992 : Chérie, j'ai agrandi le bébé de Randal Kleiser
- 1991 : Quoi de neuf, Bob ? de Frank Oz
- 1991 : La Liste noire d'Irwin Winkler
- 1990 : L'Exorciste, la suite de William Peter Blatty
- 1989 : Abyss de James Cameron
- 1988 : Un Anglais à New York de Pat O'Connor
- 1986 : Allan Quatermain et la Cité de l'or perdu de Gary Nelson
- 1986 : L'invasion vient de Mars de Tobe Hooper
- 1985 : Legend de Ridley Scott
- 1983 : Star Wars, épisode VI : Le Retour du Jedi de Richard Marquand
- 1983 : Jamais plus jamais d'Irvin Kershner
- 1981 : Le Loup-Garou de Londres de John Landis
- 1981 : Les Aventuriers de l'arche perdue de Steven Spielberg
- 1980 : Star Wars, épisode V : L'Empire contre-attaque d'Irvin Kershner
- 1979 : Alien de Ridley Scott
- 1978 : Superman de Richard Donner
- 1977 : Star Wars, épisode IV : Un nouvel espoir de George Lucas
- 1977 : Mon « Beau » légionnaire de Marty Feldman
- 1974 : On l'appelait Milady de Richard Lester
- 1973 : Les Trois Mousquetaires de Richard Lester